# Zvoníčkovna
Zvoníčkovna je přírodní rezervace severně od obce Kornatice v okrese Rokycany. Důvodem ochrany je smíšený porost s bohatou květenou. Rezervace se nachází na území přírodního parku Kamínky.